# Peter Griess
Johann Peter Griess, född 6 september 1829, död 30 augusti 1888, var en tysk kemist.
Griess var lärjunge till Hermann Kolbe, kom till London som August Wilhelm von Hofmanns assistent och blev kemist vid ett av Englands största bryggerier 1862. Griess huvudarbete faller inom tekniken, men han har även riktat kemin, särskilt den organiska, med många viktiga vetenskapliga undersökningar, främst upptäckten av diazoföreningarna. Dessa ledde sedan till framställningar av azofärgämnen, och Griess är alltså att anse som upphovsmannen till denna industri.